# Trèn Ba Vì
Trèn Ba Vì (danh pháp Tarenna baviensis) là một loài thực vật có hoa trong họ Thiến thảo. Loài này được (Drake) Pit. miêu tả khoa học đầu tiên năm 1923.